# خانه پردلی
خانه پردلی مربوط به دوره قاجار و یکی از آثار قدیمی به سبک درونگرا در مناطق گرم و خشک است. این بنا در بیرجند، محله چهاردرخت ـ خیابان شهید منتظری واقع شده. این اثر در تاریخ ۱۱ مرداد ۱۳۷۶ با شمارهٔ ثبت ۱۸۸۲ به‌عنوان یکی از آثار ملی ایران به ثبت رسیده‌است.خانه پردلی نمایانگر یک منزل سنتی با مصالح آجر، گچ و آهک است.
در این بنا عناصری همچون سردر ورودی، هشتی، دالان، حیاط مرکزی، ایوان ستون‌دار، و اتاقهای اطراف حیاط ساختار معماری بنا را شکل داده‌اند. قسمت اصلی صحن مربوط به ستونهایی است که از زیر سقف پیش ایوان آغاز شده و به کف صحن می‌رسد، این ستونها باربر سقف پیش ایوان محسوب می‌شوند که سه قوس هلالی این ستونها را به هم مرتبط کرده و شکل زیبایی به وجود آورده‌است. روی این قوسهای هلالی دو کتیبه که دارای مضمون - لا حول و لا قوه الا به الله-است قرار گرفته.